# 人民警察第9中隊
人民警察第9中隊(じんみんけいさつだい9ちゅうたい, ドイツ語: 9. Volkspolizei-Kompanie)は、ドイツ人民警察の特殊部隊。第9勤務隊(ドイツ語: Diensteinheit IX)とも呼ばれる。

## 概要
1972年、パレスチナ解放勢力「黒い九月」による選手村襲撃事件（ミュンヘンオリンピック事件）以降西ドイツにおいてGSG-9やSEKが創設される中、東ドイツにおいても対テロ特殊部隊が重要視され、西側諸国およびソビエト連邦の特殊部隊をもとに1973年に創設され、1974年には30人の隊員が誕生した。AKM、PM-63 RAK、PSM ピストル、ドラグノフ狙撃銃など東側製装備のほかに、東ドイツ独自開発のSSG 82狙撃銃、 H&K HK33、H&K MP5など西ドイツ製の対テロ用小火器を購入し運用していた。
第9中隊は世界青年学生祭典といった式典の警護や、駐屯していたソビエト連邦軍の脱走兵の捕縛といった任務にも駆り出された。ドイツ再統一後第9中隊は解体され、政治思想的に問題ないとみなされた隊員は新しく編成されたメクレンブルク＝フォアポンメルン州およびザクセン＝アンハルト州のSEKに転属された。

## 組織
最終的な規模は100人程度で、人民警察の25歳から39歳までの警官の中で、士官学校を卒業しなおかつ肉体的心理的に強靭な者が選考されていた。東ベルリンに拠点を持ち、また、国家保安省(シュタージ)の直属指揮下にあった。